# Лагунний полк «Сереніссіма»

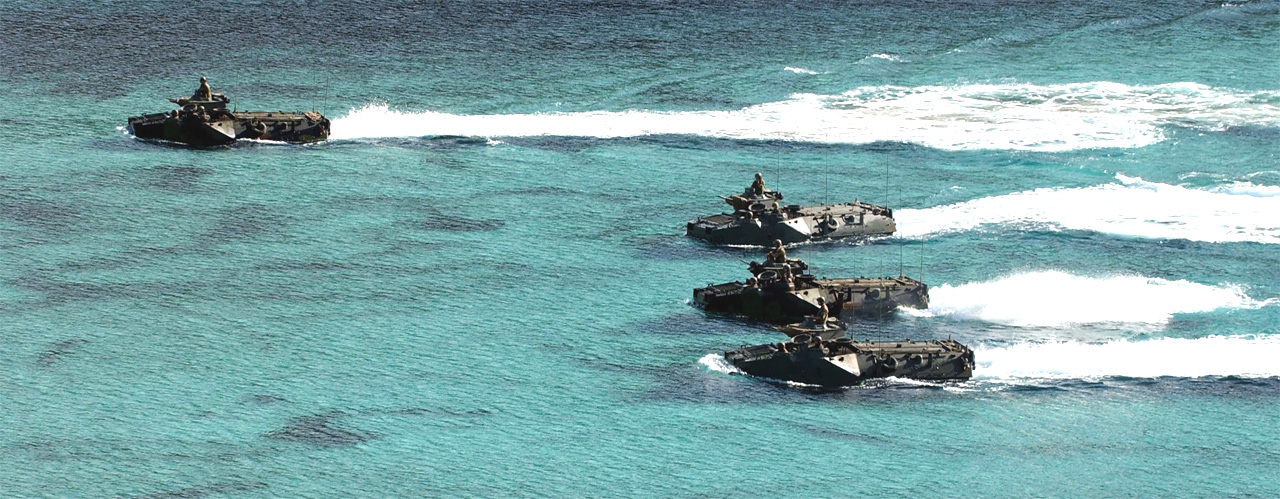
Лагунарі під час навчань у бухті Теулада (Сардинія)

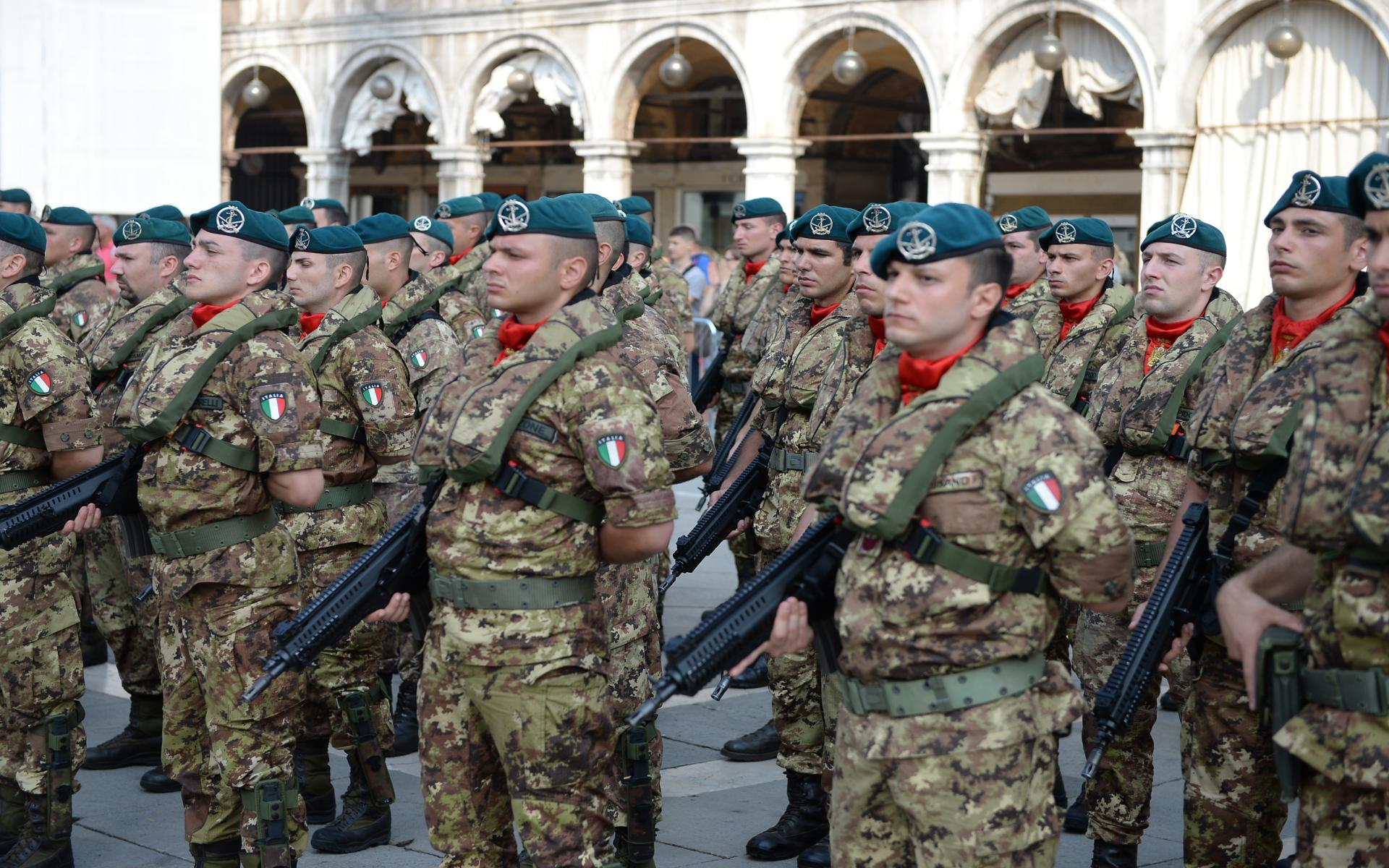
Лагунарі у Венеції

Лагунний полк «Сереніссіма» (італ. Reggimento Lagunari "Serenissima") — єдиний амфібійний підрозділ у складі сухопутних військ Італії.
«Лагунарі» — наймолодша спеціалізація піхоти (створена 9 січня 1951 р.), але може похвалитися найдавнішою історією, оскільки вони є спадкоємцями Фанті-да-Мар із «Сереніссіми» (1202). Відділ тренується у Венеційській затоці та вздовж узбережжя Адріатичного моря.
Разом з бригадою морської піхоти «Сан-Марко» зі складу військового флоту, він формує проєкцію сили від моря, амфібійну складову італійських збройних сил.

## Історія
«Лагунарі» — єдиний десантно-штурмовий підрозділ італійської армії, поряд з морськими фузілерами (італ. Fucilieri di Marina), 1-го полку бригади Сан-Марко входять до складу ВМС. Однак між двома департаментами існує, як спільність використання (вони є амфібійними одиницями), так і спільність символів (символи Венеції).
Історія лагунарі пов'язана з морськими традиціями морської піхоти Венеційської Республіки, створеною дожем Енріко Дандоло у 1202 році і перетвореною протягом XVI століття у Фанті-да-Мар. Ця славна традиція підкреслюється елементами, які лагунарі носять на своїй формі, і яка представляє крилатого лева Венеції, побаченого спереду (у щиті).
Окрім символів на своїй формі, сучасні лагунарі використовують бойовий клич «Сан-Марко!» який з 1951 р. вимовляли під час презентації своєї зброї («Фанті-да-мар» звикли кричати «Viva San Marco!» після кожної перемоги на полі бою). Заснування «Фанті-да-Мар», яке можна простежити до початку XVI століття, було обумовлено центральною роллю «Сереніссіми» в міжнародному контексті та необхідністю захищати закордонні домени від будь-яких нападів з боку Османської імперії. Це посилання на венеційські форти за кордоном наразі повідомляється в офіційному геральдичному символі полку.
Під час Другої світової війни для планованого вторгнення на Мальту верховним командуванням в 1942 році передбачено десант, що разом з полком Сан-Марко в королівських ВМС включали десантне відділення в MVSN, батальйонну групу «М» в чорних сорочок та піхотну дивізію Суперга (91-й та 92-й полки), які протягом кількох місяців проводили навчання на Корсиці.

## Організація

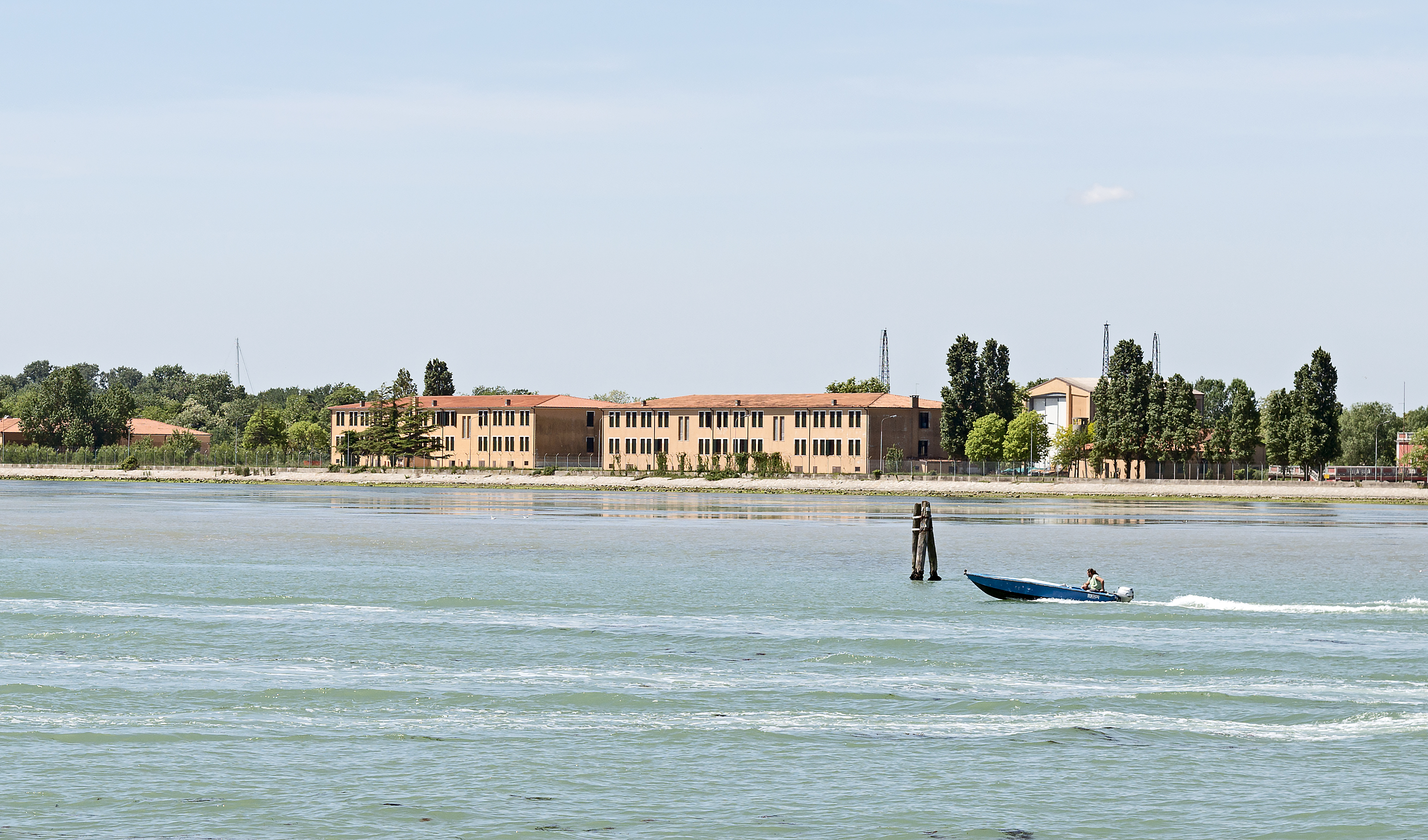
Амфібійна база С. Андреа

Сьогодні полк повністю складається з добровольців. Командування полка, рота підтримки маневрування та рота командно-логістичного забезпечення розташовані в казармі «Справа» (італ. Matter)в Местре. Командування батальйону, 1-ша десантна рота «Маргера», 2-га десантна рота «П'яве» та 3-тя десантна рота «Ізонцо», розташовані в казармах «Бафіле» в Малконтенті; компанія-амфібійно-тактична підтримка розташована на амфібійній базі С. Андреа у Венеції на острові Віньоль:
- Командування полка (Местре)
  - рота маневрової підтримки
  - рота матеріально-технічного забезпечення
- Батальйон лагуни (Венеційська лагуна)
  - 1-ша амфібійна рота «Маргера»
  - 2-га амфібійна рота «П'яве»
  - 3-тя амфібійна рота «Ізонцо»
- рота амфібійно-тактичної підтримки (острів Віньоль)

## У масовій культурі
У відеогрі серії Call of Duty: Modern Warfare, яка вийшла у червні 2020, було додано можливість персоналізації зовнішнього вигляду солдата під Лагунарі. Використання зазначеного скіна дає можливість відкрити ще два додаткові, у якиї відповідно змінюється камуфляж.